# Rádio Terra Quente
A Rádio Terra Quente é uma estação emissora de radiodifusão local, emitindo em 105,2 MHz, com 1000 W e 105,5 MHz, com 50 W, cujo alvará foi atribuído à SIT - Sociedade de Informação Trás-os- Montes, Lda. para o concelho de Mirandela (Distrito de Bragança).

## História
Após o processo de regularização do espectro radiofónico português em 1988, a Rádio Terra Quente, CRL. ficou titular, desde 23 de dezembro de 1989, da licença para o exercício da actividade de radiodifusão para cobertura local, na frequência 105.2 MHz.
Em 1997 a Alta Autoridade para a Comunicação Social (AACS) aprovou a transmissão de alvará da Rádio Terra Quente, CRL para a SIT - Sociedade de Informação Trás-os- Montes, Lda..
Em 2001 a AACS renovou o alvará à Rádio Terra Quente em 4 de Julho.
Em 2009 a Rádio Terra Quente viu a sua licença renovada por mais 10 anos em 9 de Dezembro.